# Fascia fluviale
L'insieme alveo (letto del fiume) + piana alluvionale (piana di inondazione) forma la fascia fluviale.
La fascia fluviale svolge una funzione idraulica fondamentale perché l'alveo è modellato principalmente dalle piene moderate che sono le più frequenti e le sue dimensioni sono tali da contenere solo queste. Le piene più elevate e meno frequenti inondano la piana alluvionale o vi riaprono rami secondari. Le fasce fluviali rivestono un importante ruolo ecologico e ambientale.